# Coronel Belisle
Coronel Belisle är en ort i Argentina.   Den ligger i provinsen Río Negro, i den södra delen av landet, 800 km sydväst om huvudstaden Buenos Aires. Coronel Belisle ligger 156 meter över havet och antalet invånare är 1 841.
Terrängen runt Coronel Belisle är platt. Trakten runt Coronel Belisle är nära nog obefolkad, med mindre än två invånare per kvadratkilometer.. Närmaste större samhälle är Chimpay, 13,8 km väster om Coronel Belisle.
Omgivningarna runt Coronel Belisle är i huvudsak ett öppet busklandskap.